# Geranomyia alberticola
Geranomyia alberticola är en tvåvingeart som först beskrevs av Alexander 1956.  Geranomyia alberticola ingår i släktet Geranomyia och familjen småharkrankar. Inga underarter finns listade i Catalogue of Life.